# Jamis-Hagens Berman/Saison 2013
Dieser Artikel listet Erfolge und Fahrer des Radsportteams Jamis-Hagens Berman in der Saison 2013 auf.

## Erfolge in der UCI America Tour
| Datum      | Rennen                              | Kat. | Fahrer         |
| ---------- | ----------------------------------- | ---- | -------------- |
| 1. Mai     | 1. Etappe Tour of the Gila          | 2.2  | Janier Acevedo |
| 13. Mai    | 2. Etappe Kalifornien-Rundfahrt     | 2.HC | Janier Acevedo |
| 22. August | 4. Etappe USA Pro Cycling Challenge | 2.HC | Janier Acevedo |

## Zugänge – Abgänge
| Zugänge            | Team 2012                                     | Abgänge                     | Team 2013                      |
| ------------------ | --------------------------------------------- | --------------------------- | ------------------------------ |
| Juan José Haedo    | Team Saxo Bank-Tinkoff Bank                   | Petrus van Dijk             | SP Tableware                   |
| Ben Jacques-Maynes | Bissell Cycling                               | Jackie Simes                | Team SmartStop-Mountain Khakis |
| Chase Pinkham      | Bissell Cycling                               | José Antogna                | Unbekannt                      |
| Janier Acevedo     | Gobernación de Antioquia-Indeportes Antioquia | Alejandro Borrajo           | Unbekannt                      |
| Matt Cooke         | Team Exergy                                   | Aníbal Borrajo              | Unbekannt                      |
| Guido Palma        | Jamis-Sutter Home (2011)                      | Bradley Gehrig              | Unbekannt                      |
| Demis Alemán       | Jamis-Sutter Home (2010)                      | Kyle Wamsley (bis 28. Juni) | Unbekannt                      |
| Rubén Companioni   | Neoprofi                                      |                             |                                |
| Gabriel Varela     | Neoprofi                                      |                             |                                |

## Mannschaft
| Name               | Geburtstag         | Nationalität       |
| ------------------ | ------------------ | ------------------ |
| Janier Acevedo     | 6. Dezember 1985   | Kolumbien          |
| Demis Alemán       | 6. Juni 1987       | Argentinien        |
| Rubén Companioni   | 18. Mai 1990       | Kuba               |
| Matt Cooke         | 8. Mai 1979        | Vereinigte Staaten |
| James Driscoll     | 11. November 1986  | Vereinigte Staaten |
| Juan José Haedo    | 26. Januar 1981    | Argentinien        |
| Ben Jacques-Maynes | 22. September 1978 | Vereinigte Staaten |
| Carson Miller      | 9. Januar 1989     | Vereinigte Staaten |
| Philip Mooney      | 11. Januar 1985    | Vereinigte Staaten |
| Guido Palma        | 9. Januar 1987     | Argentinien        |
| Chase Pinkham      | 29. Oktober 1990   | Vereinigte Staaten |
| Luis Romero Amarán | 7. April 1979      | Kuba               |
| Eric Schildge      | 29. April 1988     | Vereinigte Staaten |
| Gabriel Varela     | 19. September 1987 | Vereinigte Staaten |
| Tyler Wren         | 4. März 1981       | Vereinigte Staaten |